# Pietro Giuseppe Sandoni
Pietro Giuseppe Sandoni (Pier Giuseppe Sandoni; * 1. August 1685 in Bologna; † 16. August 1748 ebenda) war ein italienischer Komponist.
Der Schüler von Giovanni Bononcini war bereits 1698 Organist an San Giacomo in Bologna. 1702 wurde er Mitglied der Accademia Filarmonica, die er auch mehrmals leitete. Er unternahm Konzertreisen als Cembalist nach Wien, München und London, wo er mit Händel zusammenarbeitete und 1723 die Sängerin Francesca Cuzzoni heiratete. Ab 1728 lebte er in Wien und Venedig, bevor er 1734 nach London zurückkehrte. Seit 1740 wirkte er als Cembalist und Organist in Amsterdam.
Neben Opern und Oratorien komponierte Sandoni Cembalosonaten und andere Stücke für das Cembalo.

## Werke
Von seinen Oratorien und Opern sind nur die Libretti erhalten. Erhalten sind dagegen einige Kantaten und Instrumentalwerke für Cembalo.

### Oratorien
- La pulcella d’Orléans, 1701
- Gli oracoli della grazia, 1704
- Il martirio di Santa Benedetta, Bologna 1704
- La giustizia placata, 1705
- L’Italia difesa da Maria, 1705
- Il trionfo di Jaele, 1705
- Il trionfo della grazia, 1706
- Lo sposalizio di S. Gioseffo con Maria Vergine, 1706

### Opern
- Artaserse, dramma per musica; Libretto: Apostolo Zeno/Pietro Pariati?; UA: Verona 1709
- Il trionfo di Camilla, regina de’ Volsci, dramma per musica (Autorschaft unsicher); Libretto: Silvio Stampiglia; UA: Genua 1710[2]
- L’olimpiade, dramma per musica (Pasticcio); Libretto: Pietro Metastasio; UA: Genua 1733
- Adriano in Siria, dramma per musica; Libretto: Pietro Metastasio; UA: Genua, Karneval 1734
- Issipile, dramma per musica; Libretto: Pietro Metastasio, bearbeitet von Angelo Maria Cori; UA: London, 8. April 1735[3]

### Instrumentalmusik
- Lessons for the Harpsichord

## Einspielungen/Tonträger
- Pier Giuseppe Sandoni: Cantatas & Instrumental Works. Francesca Aspromonte (Sopran), La Floridiana, Nicoleta Paraschivescu (Cembalo und Leitung). deutsche harmonia mundi 19439997182 (2022).